# ブルーノ・ダ・シウヴァ・ペレス
ブルーノ・ダ・シウヴァ・ペレス（Bruno da Silva Peres, 1990年3月1日 - ）は、ブラジル・サンパウロ州出身のサッカー選手。アトレチコ・パラナエンセ所属。ポジションは、ディフェンダー。

## クラブ経歴

### ブラジル時代
地元のアウダックス・サンパウロECのユースでキャリアをスタートさせ、20歳となった2010年にトップチームに昇格。CAブラガンチーノ 、グアラニへのローンを経て、2012年にサントスと契約した。サントスでは最初の一年こそレギュラーとして27試合に出場したものの、翌年にシシーニョが加入するとベンチを温めることが多くなった。

### トリノ
2014年、セリエAのトリノFCへ移籍金200万ユーロ、3年契約で加入。背番号は33。2014年9月24日のセリエA第12節・カリアリ戦でデビューし、翌13節のフィオレンティーナ戦でファビオ・クアリャレッラのゴールをアシスト、さらに14節のユヴェントスとのトリノ・ダービーでは約80メートルを独走してセリエA初ゴールを挙げるなど衝撃的なデビューを飾り、右サイドバックのレギュラーに定着。結局このシーズンは34試合に出場し3ゴールを挙げた。2015年もレギュラーとして試合に出場。2015年10月に契約を2020年まで延長した。

### ASローマ
2016年8月16日、ASローマへ1年間の買取義務付きレンタルで移籍。移籍金はレンタル料が100万ユーロ、買取金額は1250万ユーロ。背番号はトリノ時代に着用していた33番をエメルソンがつけていたため、13番に決定。

### サンパウロFC
2018年7月6日、母国ブラジルのサンパウロFCにレンタル移籍した。契約期間は2019年12月までで、買取オプション付きのレンタル移籍となる。

### スポルチ・レシフェ
2019年9月26日、スポルチ・レシフェにレンタル移籍した。

### トラブゾンスポル
2021年5月26日、トラブゾンスポル・クラブに移籍する事が発表された。

## プレースタイル
自国の代表選手のロベルト・カルロスやマイコンとも比べられることがある、攻撃的なサイドバックである。スピードにのったドリブルやテクニックも兼ね備え、中盤としてもプレーできる。ちなみに、前述のトリノ・ダービーでのゴールでは、ドリブルでポール・ポグバ、パトリス・エヴラ、アルトゥーロ・ビダルの3人をかわしている。